# Tompo
Tompo – rzeka w Rosji, w Jakucji; prawy dopływ Ałdanu. Długość 570 km; powierzchnia dorzecza 42 700 km²; średni roczny przepływ przy ujściu 260 m³/s.
Źródła w górach Suntar-Chajata; płynie w kierunku południowo-zachodnim pomiędzy Górami Wierchojańskimi, a pasmami Sette-Daban i Ułachan-Bom, w dolnym biegu płynie rozgałęziona na kilka ramion; uchodzi do Ałdanu 30 km poniżej ujścia Amgi.
Zamarza od połowy października do połowy maja; zasilanie śniegowo-deszczowe.